# Satoshi Yoshida
Satoshi Yoshida (født 10. februar 1990) er en tidligere japansk fodboldspiller.
Han har spillet for flere forskellige klubber i sin karriere, herunder Roasso Kumamoto.